# 须弥多罗
须弥多罗（IAST：Sumitrā）是阿约提亚十車王的配偶，为其三位妻子的第三位。在印度神话《罗摩衍那》中，他是双胞胎羅什曼那及设睹卢祇那之母。
须弥多罗来自于古迦尸國，被认为是十车王最为睿智的妻子。她鼓励其子羅什曼那在罗摩流亡期间陪伴他。她亦时常帮助十车王解决问题。